# 需求响应式公交
需求反應式運輸（英語：Demand-responsive transport）在马来西亚称为应召交通。。是一种按需訂制路線的大眾運輸系統，路线走向根据乘客的需求而定，不像公車是由專門的部門設置固定的路線。这些车辆可以是出租车、公共汽车或其他车辆。
在中華人民共和國，共享巴士、定制巴士就是一種以乘客為導向的出行方式。2014年，中華人民共和國首家互联网巴士小猪巴士在深圳成立。此后又相繼成立e乘巴士、考拉巴士、小龙巴士、飞路巴士、嗒嗒巴士等20多家共享巴士运营商。其中飞路巴士（運營方為成立於2010年的雷腾软件）在上海开通100多条运营线路，设立站点500多个。飞路巴士還與支付寶合作，根據支付寶的數據得知乘客的出行需求來定制路線。